# Helios Creed
Helios Creed (bürgerlicher Name: Barry Adrian Johnson, geb. 3. November 1953 in Long Beach, Kalifornien, USA) ist ein US-amerikanischer Musiker. Er veröffentlicht hauptsächlich Space-Rock-Soloalben und ist Gitarrist, Sänger und zeitweise einziges Bandmitglied der Acid-Punkband Chrome.

## Leben
Helios Creed ist verheiratet und hat drei Kinder, er lebt und arbeitet in Oklahoma und tourt sporadisch. "Twenty five years ago in the jungles of Hawaii three beams of light entered the head of a scrawny, would-be folksinger named Barry Johnson. The beams communicated a message of Love and Truth, to be explained through music. Afterwards, Barry emerged from the bush as Helios Creed and began a quarter-century long musical odyssey to spread the word."

## Musikalischer Werdegang
Helios Creeds musikalischer Werdegang verlief zwischen Punkrock und Psychedelic: "I am into recordings that call for two telephones and two cheap recorders. I love old school punk rock […] Alien Soundtracks was recorded in a living room on a four track." Seine Wortschöpfung zur musikalischen Verortung von Chrome als Acid Punk lag daher nahe, auch wenn sich Helios Creed ausdrücklich gegen die lästige aber manchmal notwendige Verwendung von Stilschubladen ausspricht. 1994 tourt er mit Nik Turner (Gründungsmitglied der Space-Rock-Pioniere Hawkwind) und anderen Hawkwind-Ehemaligen zum Teil unter dem Namen Hawkwind in den USA.

## Musik
Helios Creeds Musik zu verstehen, ist schwer, es handelt sich auch ziemlich unverhüllt um Musik, die schwer zu verstehen sein soll, ohne sich in Progressiveformeln oder -motiven zu verheddern. Die schleppenden Riffs befinden sich oft an der Grenze des Intuitiven und sind mit den Refrains (bzw. modifizierten zweiten Riffs) meistenfalls eng verflochten. Die Veröffentlichungen auf Amphetamine Reptile sind zwar auch bis zu einem gewissen Punkt labeltypisch, viele seiner anderen Veröffentlichungen weisen aber ebenso die für Helios Creed typischen schwer memorisierbaren Verläufe von Drones und komplexeren Riffs auf. Trotzdem lädt die Musik zum Eintauchen ein, was schon der ausgiebige Einsatz von Effekten (Echos, Phaseshifter, Flanger, Gitarrensynthesizer, Fuzz, Wah-Wahs, Backward Masking, Oktavteiler) und ein tiefer Hall andeuten. "Helios has said that he invented his trademark guitar sound trying to replicate the sound he heard in his head, while listening to Black Sabbath on LSD on headphones when I was a teenager. Mark Prindles Kurzbeschreibung für ein Interview 2003: "He is a pioneer of the genre that has come to be known as ‚Space Acid Cyber Punk Metal Ambient Weird Rock Psychedelic Thingy Noise.‛" Seine Art des Gitarrenspiels beeinflusste und beeinflusst zahlreiche Gitarristen seit den 1980er Jahren.

## Labels
Er veröffentlichte auf dem hauseigenen Label Siren Records, auf Amphetamine Reptile (AmRep), Subterranean Records, Your Choice Records, Dossier Records, Sub Pop, Glitterhouse, Cherry Red, Beggars Banquet, Ralph Records, Fundamental Records und anderen.

## Musikbeispiele auf Helios Creeds Youtube-Channel
Auf Helios Creeds Youtube-Kanal sind etliche seiner Stücke enthalten, ebenso die Chrome-Stücke und Stücke von Damon Edge. Es gibt die übliche, gitarrenorientierte Variante (Tendenz AmRep-Sound), zum Beispiel: Lactating Purple von der gleichnamigen LP, 1991, die mehr elektronische Variante, zum Beispiel: No Humans Allowed Pt.II (The Night) von der LP Tidal Forces (No Humans Allowed Pt.II), 1998 oder die am traditionellen Songwriting orientierte Variante: His Murder Machine von der LP Deep Blue Love Vacuum, 2006.

## Bandmitglieder und Kooperationen
Lineup 2020: Helios Creed, Lux Vibratus, Tommy Grenas, Aleph Kali, Keith Thomson. Weitere oder frühere Mitglieder: Bill Roth, Paul Della Pelle, Rey Washam, Paul "Bean" Kirk, Mark Duran, Z.

## Kooperationen
Nik Turner (Gründungsmitglied von Hawkwind) und weitere Hawkwind-Ehemalige, Gibby Haynes und Jeff Pinkus von den Butthole Surfers, The Last Laugh wurde von Helios Creed zusammen mit Jack Endino produziert und mit Daniel House (Bass) und Jason Finn (Drums; alle von der Grunge-Vorläuferband und „Seattle-Legende“ Skin Yard) eingespielt.

## Seitenprojekte
Mit Dark Matter wurden zwei sehr elektronische Ambient-Space-Music-Alben eingespielt. Hilary Stench spielt Bass, John Stench die Drums. Nach dem Tod von Damon Edge hat Helios Creed auch unter dem Namen Chrome wieder produziert.

## Helden
Jimi Hendrix, Robert Fripp, Snakefinger, Jimmy Page, Iggy Pop.

## Trivia
"I feel blessed. I don't know very many people thats had a life like mine. more stuff. OK, I've left my body and didn't want to come back. I've had many U.F.O. sightings." Zu seinem Verhältnis zu Drogen bemerkt Helios Creed bereits 1997: "I don’t do drugs anymore. When I play, I think about drugs … kinda thing. I mean, I imagine that I’m on drugs more than I do drugs." Helios Creed tritt als Special Guest in dem Film Black Ski Mask auf (2009).

## Diskografie

### Als Helios Creed
- X-Rated Fairy Tales (1985)
- Superior Catholic Finger (1989)
- The Last Laugh (1989)
- Boxing the Clown (1990)
- Lactating Purple (1991)
- Kiss to the Brain (1992)
- Your Choice Live Series (1993)
- Planet X (1994)
- Busting Through the Van Allan Belt (1994)
- Cosmic Assault (1995)
- "NUGG" The Transport (1996)
- Activated Condition (1998)
- Chromagnum Man (1998)
- Colors of Light (1999)
- On Tour 1999 (2001)
- Spider Prophecy (2002)
- On the Dark Side of the Sun (2003)
- Inferior Plastic Finger (2004)
- Deep Blue Love Vacuum (2006)
- Not Without Sorcery (2008)
- Galactic Octopi (2011)

### Mit Dark Matter
- Dark Matter Vol. 2 (1998)
- Seeing Strange Lights (1996)

### Mit Nik Turner
- Transglobal Friends And Relations (2001)
- Sonic Attack (2001)
- Space Ritual (1994 Live)

### Mit Chrome
- siehe Artikel Chrome